# Toleman
Toleman var ett brittiskt formel 1-stall som tävlade under första halvan av 1980-talet.

## Historik
Stallet grundades av Ted Toleman 1980. Tolemans bästa resultat var Ayrton Sennas andraplats i Monacos Grand Prix 1984. Stallet övertogs av Benetton 1986.

## F1-säsonger
| Säsong | Tävlingsnamn                                      | Bil                                         | Motor        | Däck | Poäng | VM-plac. | Förare 1      | Förare 2           | Övriga förare                    |
| ------ | ------------------------------------------------- | ------------------------------------------- | ------------ | ---- | ----- | -------- | ------------- | ------------------ | -------------------------------- |
| 1981   | Candy Toleman Motorsport                          | Toleman TG181                               | Hart 1.5 L4T | P    | 0     | 14:e     | Brian Henton  | Derek Warwick      |                                  |
| 1982   | Candy Toleman Motorsport Toleman Group Motorsport | Toleman TG181B Toleman TG181C Toleman TG183 | Hart 1.5 L4T | P    | 0     | 15:e     | Derek Warwick | Teo Fabi           |                                  |
| 1983   | Candy Toleman Motorsport                          | Toleman TG183B                              | Hart 1.5 L4T | P    | 10    | 9:a      | Derek Warwick | Bruno Giacomelli   |                                  |
| 1984   | Toleman Group Motorsport                          | Toleman TG183B Toleman TG184                | Hart 1.5 L4T | P/M  | 16    | 7:a      | Ayrton Senna  | Stefan Johansson   | Johnny Cecotto Pierluigi Martini |
| 1985   | Toleman Group Motorsport                          | Toleman TG185                               | Hart 1.5 L4T | P    | 0     | 11:a     | Teo Fabi      | Piercarlo Ghinzani |                                  |

| 1. Tyskland 1985 | 1. Nederländerna 1982 2. Monaco 1984 |